# Copa Libertadores 2003
La Copa Libertadores 2003, denominada por motivos comerciales Copa Toyota Libertadores 2003, fue la cuadragésima cuarta edición del torneo de clubes más importante de América del Sur, organizado por la Confederación Sudamericana de Fútbol, en la que participaron equipos de diez países: Argentina, Bolivia, Brasil, Chile, Colombia, Ecuador, México, Paraguay, Perú y Uruguay.
El campeón fue Boca Juniors, que alcanzó su quinto título en la competencia, el tercero que logró en solo cuatro años. Por ello, disputó la Copa Intercontinental 2003 ante Milan de Italia y la Recopa Sudamericana 2004 frente a Cienciano de Perú. Clasificó, además, a la fase de grupos de la Copa Libertadores 2004.
Tras esta conquista, el argentino Carlos Bianchi se convirtió en el entrenador más exitoso del certamen con cuatro títulos, récord que hasta el momento no ha podido ser igualado.
El sorteo de la fase de grupos se llevó a cabo el 10 de diciembre de 2002.

## Formato
Los representantes de México y Venezuela jugaron una eliminatoria previa en una zona única y bajo el sistema de todos contra todos a ida y vuelta para determinar los últimos 2 equipos que se unirían a los 30 clasificados en la fase de grupos. En esta última, los 32 clubes participantes fueron divididos en ocho grupos de 4 equipos; los dos primeros de cada grupo clasificaron a las fases finales, disputadas bajo el sistema de eliminación directa y compuestas por los octavos de final, los cuartos de final, las semifinales y la final, en la que se declaró al campeón.
|                             |                             | Equipos que entran en esta fase | Equipos que provienen de la fase anterior                                           |
| --------------------------- | --------------------------- | --- | ----------------------------------------------------------------------------------- |
| Fase de grupos (32 equipos) | Fase de grupos (32 equipos) | - 1 equipo, campeón de la Copa Libertadores 2002 - 4 equipos de Argentina y Brasil - 3 equipos de Bolivia, Chile, Colombia, Ecuador, Paraguay, Perú y Uruguay - 2 equipos clasificados de la Copa Pre Libertadores 2003 |                                                                                     |
| Fases finales (16 equipos)  | Fases finales (16 equipos)  | | - 8 equipos primeros de la Fase de grupos - 8 equipos segundos de la Fase de grupos |

## Copa Pre Libertadores
Los dos clasificados de México y los dos de Venezuela se enfrentaron en la Copa Pre Libertadores, con el fin de determinar a los dos últimos cuadros clasificados a la fase de grupos del certamen. El torneo se desarrolló bajo un sistema de liguilla en donde se enfrentaron todos contra todos. Los equipos ubicados en primer y segundo lugar de la tabla final accedieron a la Copa Libertadores.

### Equipos participantes
| País               | Equipo                                 | Vía de clasificación                                                                                       |
| ------------------ | -------------------------------------- | --- |
| México 2 invitados | Pumas UNAM Cruz Azul                   | Campeón de la Pre Pre Libertadores 2002 Subcampeón de la Pre Pre Libertadores 2002                         |
| Venezuela 2 cupos  | Nacional Táchira Estudiantes de Mérida | Campeón de la Primera División de Venezuela 2001-02 Subcampeón de la Primera División de Venezuela 2001-02 |

### Resultados
| Equipo                | Pts. | PJ | PG | PE | PP | GF | GC | DG  |
| --------------------- | ---- | -- | -- | -- | -- | -- | -- | --- |
| Pumas UNAM            | 13   | 6  | 4  | 1  | 1  | 12 | 4  | 8   |
| Cruz Azul             | 11   | 6  | 3  | 2  | 1  | 11 | 7  | 4   |
| Estudiantes de Mérida | 7    | 6  | 2  | 1  | 3  | 7  | 9  | –2  |
| Nacional Táchira      | 3    | 6  | 1  | 0  | 5  | 6  | 16 | –10 |

| \| Fecha \| Lugar \| Local \| Resultado \| Visitante \| \| ----------------------- \| ---------------- \| --------------------- \| --------- \| --------------------- \| \| 22 de octubre de 2002 \| Mérida \| Estudiantes de Mérida \| 1:0 \| Pumas UNAM \| \| 24 de octubre de 2002 \| Mérida \| Nacional Táchira \| 1:2 \| Pumas UNAM \| \| 29 de octubre de 2002 \| Mérida \| Estudiantes de Mérida \| 1:1 \| Cruz Azul \| \| 31 de octubre de 2002 \| Mérida \| Nacional Táchira \| 2:3 \| Cruz Azul \| \| 6 de noviembre de 2002 \| Ciudad de México \| Pumas UNAM \| 1:1 \| Cruz Azul \| \| 6 de noviembre de 2002 \| Mérida \| Estudiantes de Mérida \| 1:0 \| Nacional Táchira \| \| 12 de noviembre de 2002 \| Ciudad de México \| Pumas UNAM \| 3:1 \| Estudiantes de Mérida \| \| 14 de noviembre de 2002 \| Ciudad de México \| Cruz Azul \| 2:1 \| Estudiantes de Mérida \| \| 19 de noviembre de 2002 \| Ciudad de México \| Pumas UNAM \| 4:0 \| Nacional Táchira \| \| 21 de noviembre de 2002 \| Ciudad de México \| Cruz Azul \| 4:0 \| Nacional Táchira \| \| 28 de noviembre de 2002 \| Ciudad de México \| Cruz Azul \| 0:2 \| Pumas UNAM \| \| 28 de noviembre de 2002 \| Mérida \| Nacional Táchira \| 3:2 \| Estudiantes de Mérida \| |                  |                       |           |                       |
| Fecha | Lugar            | Local                 | Resultado | Visitante             |
| 22 de octubre de 2002 | Mérida           | Estudiantes de Mérida | 1:0       | Pumas UNAM            |
| 24 de octubre de 2002 | Mérida           | Nacional Táchira      | 1:2       | Pumas UNAM            |
| 29 de octubre de 2002 | Mérida           | Estudiantes de Mérida | 1:1       | Cruz Azul             |
| 31 de octubre de 2002 | Mérida           | Nacional Táchira      | 2:3       | Cruz Azul             |
| 6 de noviembre de 2002 | Ciudad de México | Pumas UNAM            | 1:1       | Cruz Azul             |
| 6 de noviembre de 2002 | Mérida           | Estudiantes de Mérida | 1:0       | Nacional Táchira      |
| 12 de noviembre de 2002 | Ciudad de México | Pumas UNAM            | 3:1       | Estudiantes de Mérida |
| 14 de noviembre de 2002 | Ciudad de México | Cruz Azul             | 2:1       | Estudiantes de Mérida |
| 19 de noviembre de 2002 | Ciudad de México | Pumas UNAM            | 4:0       | Nacional Táchira      |
| 21 de noviembre de 2002 | Ciudad de México | Cruz Azul             | 4:0       | Nacional Táchira      |
| 28 de noviembre de 2002 | Ciudad de México | Cruz Azul             | 0:2       | Pumas UNAM            |
| 28 de noviembre de 2002 | Mérida           | Nacional Táchira      | 3:2       | Estudiantes de Mérida |

## Equipos participantes
En cursiva los equipos debutantes en el torneo.
| País                               | Equipo                                                           | Vía de clasificación |
| ---------------------------------- | ---------------------------------------------------------------- | --- |
| Argentina 4 cupos                  | Racing Club River Plate Boca Juniors Gimnasia y Esgrima La Plata | Campeón del Torneo Apertura 2001 Campeón del Torneo Clausura 2002 Mejor equipo ubicado en la tabla de posiciones del Campeonato de Primera División 2001-02 2.º mejor equipo ubicado en la tabla de posiciones del Campeonato de Primera División 2001-02 |
| Bolivia 3 cupos                    | Bolívar Oriente Petrolero The Strongest                          | Campeón del Campeonato de Primera División 2002 Subcampeón del Campeonato de Primera División 2002 y del Torneo Clausura Subcampeón del Torneo Apertura del Campeonato de Primera División 2002                                                           |
| Brasil 4 cupos                     | Corinthians Santos Grêmio Paysandu                               | Campeón de la Copa de Brasil 2002 Campeón del Campeonato Brasileño de 2002 Semifinalista del Campeonato Brasileño de 2002 mejor ubicado en la tabla de posiciones de la primera fase Campeón de la Copa de Campeones 2002                                 |
| Chile 3 cupos                      | Universidad Católica Colo-Colo Cobreloa                          | Campeón del Torneo Apertura 2002 Campeón del Torneo Clausura 2002 Ganador de la Definición Pre-Libertadores 2002 |
| Colombia 3 cupos                   | América de Cali Independiente Medellín Deportivo Cali            | Campeón del Torneo Apertura 2002 Campeón del Torneo Finalización 2002 Mejor equipo ubicado en la Reclasificación 2002 |
| Ecuador 3 cupos                    | Emelec Barcelona El Nacional                                     | Campeón del Campeonato Ecuatoriano de 2002 Subcampeón del Campeonato Ecuatoriano de 2002 3.º puesto de la Liguilla Final del Campeonato Ecuatoriano de 2002                                                                                               |
| México 2 invitados                 | Pumas UNAM Cruz Azul                                             | 1.º puesto de la Copa Pre Libertadores 2003 2.º puesto de la Copa Pre Libertadores 2003 |
| Paraguay 3 cupos + campeón vigente | Olimpia Libertad 12 de Octubre Cerro Porteño                     | Campeón de la Copa Libertadores 2002 Campeón del Campeonato Paraguayo de 2002 Subcampeón del Campeonato Paraguayo de 2002 Ganador de la Liguilla Pre-Libertadores 2003                                                                                    |
| Perú 3 cupos                       | Sporting Cristal Universitario Alianza Lima                      | Campeón del Campeonato Descentralizado 2002 Subcampeón del Campeonato Descentralizado 2002 Mejor equipo ubicado en la tabla acumulada del Campeonato Descentralizado 2002                                                                                 |
| Uruguay 3 cupos                    | Nacional Peñarol Fénix                                           | Campeón del Campeonato Uruguayo de 2002 Ganador del Torneo Clasificatorio 2002 Ganador de la Liguilla Pre-Libertadores de América de 2002 |

### Distribución geográfica de los equipos
Distribución geográfica de las sedes de los equipos participantes:

## Fase de grupos

### Grupo 1
| Equipo         | Pts. | PJ | PG | PE | PP | GF | GC | DG |
| -------------- | ---- | -- | -- | -- | -- | -- | -- | -- |
| Deportivo Cali | 12   | 6  | 4  | 0  | 2  | 9  | 3  | 6  |
| River Plate    | 12   | 6  | 4  | 0  | 2  | 10 | 7  | 3  |
| Libertad       | 7    | 6  | 2  | 1  | 3  | 9  | 9  | 0  |
| Emelec         | 4    | 6  | 1  | 1  | 4  | 6  | 15 | –9 |

| \| Fecha \| Lugar \| Local \| Resultado \| Visitante \| \| ------------- \| ------------ \| -------------- \| --------- \| -------------- \| \| 18 de febrero \| Asunción \| Libertad \| 2:2 \| Emelec \| \| 19 de febrero \| Cali \| Deportivo Cali \| 2:0 \| River Plate \| \| 25 de febrero \| Guayaquil \| Emelec \| 0:4 \| Deportivo Cali \| \| 27 de febrero \| Buenos Aires \| River Plate \| 3:1 \| Libertad \| \| 11 de marzo \| Cali \| Deportivo Cali \| 1:0 \| Libertad \| \| 13 de marzo \| Guayaquil \| Emelec \| 3:1 \| River Plate \| \| 18 de marzo \| Guayaquil \| Emelec \| 1:5 \| Libertad \| \| 20 de marzo \| Buenos Aires \| River Plate \| 2:1 \| Deportivo Cali \| \| 1 de abril \| Cali \| Deportivo Cali \| 1:0 \| Emelec \| \| 9 de abril \| Asunción \| Libertad \| 0:2 \| River Plate \| \| 17 de abril \| Asunción \| Libertad \| 1:0 \| Deportivo Cali \| \| 17 de abril \| Buenos Aires \| River Plate \| 2:0 \| Emelec \| |              |                |           |                |
| Fecha | Lugar        | Local          | Resultado | Visitante      |
| 18 de febrero | Asunción     | Libertad       | 2:2       | Emelec         |
| 19 de febrero | Cali         | Deportivo Cali | 2:0       | River Plate    |
| 25 de febrero | Guayaquil    | Emelec         | 0:4       | Deportivo Cali |
| 27 de febrero | Buenos Aires | River Plate    | 3:1       | Libertad       |
| 11 de marzo | Cali         | Deportivo Cali | 1:0       | Libertad       |
| 13 de marzo | Guayaquil    | Emelec         | 3:1       | River Plate    |
| 18 de marzo | Guayaquil    | Emelec         | 1:5       | Libertad       |
| 20 de marzo | Buenos Aires | River Plate    | 2:1       | Deportivo Cali |
| 1 de abril | Cali         | Deportivo Cali | 1:0       | Emelec         |
| 9 de abril | Asunción     | Libertad       | 0:2       | River Plate    |
| 17 de abril | Asunción     | Libertad       | 1:0       | Deportivo Cali |
| 17 de abril | Buenos Aires | River Plate    | 2:0       | Emelec         |

### Grupo 2
| Equipo               | Pts. | PJ | PG | PE | PP | GF | GC | DG |
| -------------------- | ---- | -- | -- | -- | -- | -- | -- | -- |
| Paysandu             | 14   | 6  | 4  | 2  | 0  | 14 | 5  | 9  |
| Cerro Porteño        | 8    | 6  | 2  | 2  | 2  | 8  | 11 | –3 |
| Sporting Cristal     | 7    | 6  | 2  | 1  | 3  | 6  | 7  | –1 |
| Universidad Católica | 4    | 6  | 1  | 1  | 4  | 7  | 12 | –5 |

| \| Fecha \| Lugar \| Local \| Resultado \| Visitante \| \| ------------- \| --------------- \| -------------------- \| --------- \| -------------------- \| \| 6 de febrero \| Asunción \| Cerro Porteño \| 3:2 \| Universidad Católica \| \| 13 de febrero \| Lima \| Sporting Cristal \| 0:2 \| Paysandu \| \| 19 de febrero \| Santiago \| Universidad Católica \| 0:1 \| Sporting Cristal \| \| 6 de marzo \| Belém \| Paysandu \| 0:0 \| Cerro Porteño \| \| 11 de marzo \| Belém \| Paysandu \| 3:1 \| Universidad Católica \| \| 12 de marzo \| Lima \| Sporting Cristal \| 1:1 \| Cerro Porteño \| \| 18 de marzo \| Belém \| Paysandu \| 2:1 \| Sporting Cristal \| \| 18 de marzo \| Santiago \| Universidad Católica \| 2:1 \| Cerro Porteño \| \| 27 de marzo \| Ciudad del Este \| Cerro Porteño \| 2:6 \| Paysandu \| \| 27 de marzo \| Lima \| Sporting Cristal \| 3:1 \| Universidad Católica \| \| 15 de abril \| Santiago \| Universidad Católica \| 1:1 \| Paysandu \| \| 15 de abril \| Asunción \| Cerro Porteño \| 1:0 \| Sporting Cristal \| |                 |                      |           |                      |
| Fecha | Lugar           | Local                | Resultado | Visitante            |
| 6 de febrero | Asunción        | Cerro Porteño        | 3:2       | Universidad Católica |
| 13 de febrero | Lima            | Sporting Cristal     | 0:2       | Paysandu             |
| 19 de febrero | Santiago        | Universidad Católica | 0:1       | Sporting Cristal     |
| 6 de marzo | Belém           | Paysandu             | 0:0       | Cerro Porteño        |
| 11 de marzo | Belém           | Paysandu             | 3:1       | Universidad Católica |
| 12 de marzo | Lima            | Sporting Cristal     | 1:1       | Cerro Porteño        |
| 18 de marzo | Belém           | Paysandu             | 2:1       | Sporting Cristal     |
| 18 de marzo | Santiago        | Universidad Católica | 2:1       | Cerro Porteño        |
| 27 de marzo | Ciudad del Este | Cerro Porteño        | 2:6       | Paysandu             |
| 27 de marzo | Lima            | Sporting Cristal     | 3:1       | Universidad Católica |
| 15 de abril | Santiago        | Universidad Católica | 1:1       | Paysandu             |
| 15 de abril | Asunción        | Cerro Porteño        | 1:0       | Sporting Cristal     |

### Grupo 3
| Equipo          | Pts. | PJ | PG | PE | PP | GF | GC | DG  |
| --------------- | ---- | -- | -- | -- | -- | -- | -- | --- |
| Santos          | 14   | 6  | 4  | 2  | 0  | 16 | 4  | 12  |
| América de Cali | 10   | 6  | 3  | 1  | 2  | 11 | 11 | 0   |
| El Nacional     | 6    | 6  | 1  | 3  | 2  | 4  | 6  | –2  |
| 12 de Octubre   | 3    | 6  | 1  | 0  | 5  | 7  | 17 | –10 |

| \| Fecha \| Lugar \| Local \| Resultado \| Visitante \| \| ------------- \| --------------- \| --------------- \| --------- \| --------------- \| \| 5 de febrero \| Asunción \| 12 de Octubre \| 3:1 \| El Nacional \| \| 5 de febrero \| Cali \| América de Cali \| 1:5 \| Santos \| \| 20 de febrero \| Santos \| Santos \| 3:1 \| 12 de Octubre \| \| 26 de febrero \| Quito \| El Nacional \| 1:1 \| América de Cali \| \| 4 de marzo \| Cali \| América de Cali \| 4:1 \| 12 de Octubre \| \| 12 de marzo \| Quito \| El Nacional \| 0:0 \| Santos \| \| 19 de marzo \| Quito \| El Nacional \| 1:0 \| 12 de Octubre \| \| 19 de marzo \| Santos \| Santos \| 3:0 \| América de Cali \| \| 25 de marzo \| Ciudad del Este \| 12 de Octubre \| 1:4 \| Santos \| \| 27 de marzo \| Cali \| América de Cali \| 1:0 \| El Nacional \| \| 16 de abril \| Asunción \| 12 de Octubre \| 1:4 \| América de Cali \| \| 16 de abril \| Santos \| Santos \| 1:1 \| El Nacional \| |                 |                 |           |                 |
| Fecha | Lugar           | Local           | Resultado | Visitante       |
| 5 de febrero | Asunción        | 12 de Octubre   | 3:1       | El Nacional     |
| 5 de febrero | Cali            | América de Cali | 1:5       | Santos          |
| 20 de febrero | Santos          | Santos          | 3:1       | 12 de Octubre   |
| 26 de febrero | Quito           | El Nacional     | 1:1       | América de Cali |
| 4 de marzo | Cali            | América de Cali | 4:1       | 12 de Octubre   |
| 12 de marzo | Quito           | El Nacional     | 0:0       | Santos          |
| 19 de marzo | Quito           | El Nacional     | 1:0       | 12 de Octubre   |
| 19 de marzo | Santos          | Santos          | 3:0       | América de Cali |
| 25 de marzo | Ciudad del Este | 12 de Octubre   | 1:4       | Santos          |
| 27 de marzo | Cali            | América de Cali | 1:0       | El Nacional     |
| 16 de abril | Asunción        | 12 de Octubre   | 1:4       | América de Cali |
| 16 de abril | Santos          | Santos          | 1:1       | El Nacional     |

### Grupo 4
| Equipo                      | Pts. | PJ | PG | PE | PP | GF | GC | DG |
| --------------------------- | ---- | -- | -- | -- | -- | -- | -- | -- |
| Cobreloa                    | 9    | 6  | 2  | 3  | 1  | 9  | 5  | 4  |
| Olimpia                     | 9    | 6  | 2  | 3  | 1  | 9  | 6  | 3  |
| Gimnasia y Esgrima La Plata | 7    | 6  | 1  | 4  | 1  | 8  | 7  | 1  |
| Alianza Lima                | 5    | 6  | 1  | 2  | 3  | 6  | 14 | –8 |

| \| Fecha \| Lugar \| Local \| Resultado \| Visitante \| \| ------------- \| -------- \| ------------------ \| --------- \| ------------------ \| \| 11 de febrero \| Lima \| Alianza Lima \| 1:1 \| Olimpia \| \| 12 de febrero \| Calama \| Cobreloa \| 0:0 \| Gimnasia y Esgrima \| \| 20 de febrero \| Asunción \| Olimpia \| 0:0 \| Cobreloa \| \| 26 de febrero \| La Plata \| Gimnasia y Esgrima \| 5:1 \| Alianza Lima \| \| 4 de marzo \| La Plata \| Gimnasia y Esgrima \| 1:1 \| Olimpia \| \| 5 de marzo \| Lima \| Alianza Lima \| 2:3 \| Cobreloa \| \| 19 de marzo \| La Plata \| Gimnasia y Esgrima \| 0:0 \| Cobreloa \| \| 20 de marzo \| Asunción \| Olimpia \| 0:1 \| Alianza Lima \| \| 25 de marzo \| Calama \| Cobreloa \| 2:3 \| Olimpia \| \| 26 de marzo \| Lima \| Alianza Lima \| 1:1 \| Gimnasia y Esgrima \| \| 8 de abril \| Asunción \| Olimpia \| 4:1 \| Gimnasia y Esgrima \| \| 8 de abril \| Calama \| Cobreloa \| 4:0 \| Alianza Lima \| |          |                    |           |                    |
| Fecha | Lugar    | Local              | Resultado | Visitante          |
| 11 de febrero | Lima     | Alianza Lima       | 1:1       | Olimpia            |
| 12 de febrero | Calama   | Cobreloa           | 0:0       | Gimnasia y Esgrima |
| 20 de febrero | Asunción | Olimpia            | 0:0       | Cobreloa           |
| 26 de febrero | La Plata | Gimnasia y Esgrima | 5:1       | Alianza Lima       |
| 4 de marzo | La Plata | Gimnasia y Esgrima | 1:1       | Olimpia            |
| 5 de marzo | Lima     | Alianza Lima       | 2:3       | Cobreloa           |
| 19 de marzo | La Plata | Gimnasia y Esgrima | 0:0       | Cobreloa           |
| 20 de marzo | Asunción | Olimpia            | 0:1       | Alianza Lima       |
| 25 de marzo | Calama   | Cobreloa           | 2:3       | Olimpia            |
| 26 de marzo | Lima     | Alianza Lima       | 1:1       | Gimnasia y Esgrima |
| 8 de abril | Asunción | Olimpia            | 4:1       | Gimnasia y Esgrima |
| 8 de abril | Calama   | Cobreloa           | 4:0       | Alianza Lima       |

### Grupo 5
| Equipo     | Pts. | PJ | PG | PE | PP | GF | GC | DG |
| ---------- | ---- | -- | -- | -- | -- | -- | -- | -- |
| Grêmio     | 10   | 6  | 3  | 1  | 2  | 10 | 7  | 3  |
| Pumas UNAM | 9    | 6  | 3  | 0  | 3  | 8  | 8  | 0  |
| Bolívar    | 9    | 6  | 3  | 0  | 3  | 8  | 9  | –1 |
| Peñarol    | 7    | 6  | 2  | 1  | 3  | 12 | 14 | –2 |

| \| Fecha \| Lugar \| Local \| Resultado \| Visitante \| \| ------------- \| ---------------- \| ---------- \| --------- \| ---------- \| \| 4 de febrero \| Porto Alegre \| Grêmio \| 3:2 \| Pumas UNAM \| \| 11 de febrero \| Ciudad de México \| Pumas UNAM \| 2:0 \| Bolívar \| \| 18 de febrero \| Montevideo \| Peñarol \| 2:2 \| Grêmio \| \| 25 de febrero \| La Paz \| Bolívar \| 5:2 \| Peñarol \| \| 11 de marzo \| Montevideo \| Peñarol \| 2:0 \| Pumas UNAM \| \| 13 de marzo \| Porto Alegre \| Grêmio \| 1:0 \| Bolívar \| \| 18 de marzo \| Montevideo \| Peñarol \| 4:0 \| Bolívar \| \| 20 de marzo \| Ciudad de México \| Pumas UNAM \| 1:0 \| Grêmio \| \| 26 de marzo \| La Paz \| Bolívar \| 2:0 \| Pumas UNAM \| \| 2 de abril \| Porto Alegre \| Grêmio \| 4:1 \| Peñarol \| \| 10 de abril \| Ciudad de México \| Pumas UNAM \| 3:1 \| Peñarol \| \| 10 de abril \| La Paz \| Bolívar \| 1:0 \| Grêmio \| |                  |            |           |            |
| Fecha | Lugar            | Local      | Resultado | Visitante  |
| 4 de febrero | Porto Alegre     | Grêmio     | 3:2       | Pumas UNAM |
| 11 de febrero | Ciudad de México | Pumas UNAM | 2:0       | Bolívar    |
| 18 de febrero | Montevideo       | Peñarol    | 2:2       | Grêmio     |
| 25 de febrero | La Paz           | Bolívar    | 5:2       | Peñarol    |
| 11 de marzo | Montevideo       | Peñarol    | 2:0       | Pumas UNAM |
| 13 de marzo | Porto Alegre     | Grêmio     | 1:0       | Bolívar    |
| 18 de marzo | Montevideo       | Peñarol    | 4:0       | Bolívar    |
| 20 de marzo | Ciudad de México | Pumas UNAM | 1:0       | Grêmio     |
| 26 de marzo | La Paz           | Bolívar    | 2:0       | Pumas UNAM |
| 2 de abril | Porto Alegre     | Grêmio     | 4:1       | Peñarol    |
| 10 de abril | Ciudad de México | Pumas UNAM | 3:1       | Peñarol    |
| 10 de abril | La Paz           | Bolívar    | 1:0       | Grêmio     |

### Grupo 6
| Equipo            | Pts. | PJ | PG | PE | PP | GF | GC | DG |
| ----------------- | ---- | -- | -- | -- | -- | -- | -- | -- |
| Racing Club       | 14   | 6  | 4  | 2  | 0  | 11 | 4  | 7  |
| Nacional          | 10   | 6  | 3  | 1  | 2  | 12 | 10 | 2  |
| Universitario     | 7    | 6  | 1  | 4  | 1  | 8  | 8  | 0  |
| Oriente Petrolero | 1    | 6  | 0  | 1  | 5  | 4  | 13 | –9 |

| \| Fecha \| Lugar \| Local \| Resultado \| Visitante \| \| ------------- \| ---------- \| ----------------- \| --------- \| ----------------- \| \| 18 de febrero \| Lima \| Universitario \| 1:1 \| Racing Club \| \| 25 de febrero \| Montevideo \| Nacional \| 1:2 \| Racing Club \| \| 26 de febrero \| Lima \| Universitario \| 2:0 \| Oriente Petrolero \| \| 6 de marzo \| Santa Cruz \| Oriente Petrolero \| 2:3 \| Nacional \| \| 12 de marzo \| Avellaneda \| Racing Club \| 2:0 \| Oriente Petrolero \| \| 19 de marzo \| Montevideo \| Nacional \| 2:0 \| Universitario \| \| 25 de marzo \| Avellaneda \| Racing Club \| 1:1 \| Universitario \| \| 1 de abril \| Montevideo \| Nacional \| 3:0 \| Oriente Petrolero \| \| 8 de abril \| Santa Cruz \| Oriente Petrolero \| 2:2 \| Universitario \| \| 9 de abril \| Avellaneda \| Racing Club \| 4:1 \| Nacional \| \| 16 de abril \| Lima \| Universitario \| 2:2 \| Nacional \| \| 16 de abril \| Santa Cruz \| Oriente Petrolero \| 0:1 \| Racing Club \| |            |                   |           |                   |
| Fecha | Lugar      | Local             | Resultado | Visitante         |
| 18 de febrero | Lima       | Universitario     | 1:1       | Racing Club       |
| 25 de febrero | Montevideo | Nacional          | 1:2       | Racing Club       |
| 26 de febrero | Lima       | Universitario     | 2:0       | Oriente Petrolero |
| 6 de marzo | Santa Cruz | Oriente Petrolero | 2:3       | Nacional          |
| 12 de marzo | Avellaneda | Racing Club       | 2:0       | Oriente Petrolero |
| 19 de marzo | Montevideo | Nacional          | 2:0       | Universitario     |
| 25 de marzo | Avellaneda | Racing Club       | 1:1       | Universitario     |
| 1 de abril | Montevideo | Nacional          | 3:0       | Oriente Petrolero |
| 8 de abril | Santa Cruz | Oriente Petrolero | 2:2       | Universitario     |
| 9 de abril | Avellaneda | Racing Club       | 4:1       | Nacional          |
| 16 de abril | Lima       | Universitario     | 2:2       | Nacional          |
| 16 de abril | Santa Cruz | Oriente Petrolero | 0:1       | Racing Club       |

### Grupo 7
| Equipo                 | Pts. | PJ | PG | PE | PP | GF | GC | DG |
| ---------------------- | ---- | -- | -- | -- | -- | -- | -- | -- |
| Independiente Medellín | 12   | 6  | 4  | 0  | 2  | 9  | 6  | 3  |
| Boca Juniors           | 11   | 6  | 3  | 2  | 1  | 10 | 7  | 3  |
| Barcelona              | 5    | 6  | 1  | 2  | 3  | 8  | 10 | –2 |
| Colo-Colo              | 5    | 6  | 1  | 2  | 3  | 6  | 10 | –4 |

| \| Fecha \| Lugar \| Local \| Resultado \| Visitante \| \| ------------- \| ------------ \| ---------------------- \| --------- \| ---------------------- \| \| 6 de febrero \| Guayaquil \| Barcelona \| 2:0 \| Colo-Colo \| \| 20 de febrero \| Buenos Aires \| Boca Juniors \| 2:0 \| Independiente Medellín \| \| 26 de febrero \| Santiago \| Colo-Colo \| 1:2 \| Boca Juniors \| \| 27 de febrero \| Medellín \| Independiente Medellín \| 1:0 \| Barcelona \| \| 5 de marzo \| Buenos Aires \| Boca Juniors \| 2:1 \| Barcelona \| \| 6 de marzo \| Santiago \| Colo-Colo \| 2:1 \| Independiente Medellín \| \| 13 de marzo \| Santiago \| Colo-Colo \| 1:1 \| Barcelona \| \| 26 de marzo \| Medellín \| Independiente Medellín \| 1:0 \| Boca Juniors \| \| 3 de abril \| Buenos Aires \| Boca Juniors \| 2:2 \| Colo-Colo \| \| 3 de abril \| Guayaquil \| Barcelona \| 2:4 \| Independiente Medellín \| \| 10 de abril \| Guayaquil \| Barcelona \| 2:2 \| Boca Juniors \| \| 10 de abril \| Medellín \| Independiente Medellín \| 2:0 \| Colo-Colo \| |              |                        |           |                        |
| Fecha | Lugar        | Local                  | Resultado | Visitante              |
| 6 de febrero | Guayaquil    | Barcelona              | 2:0       | Colo-Colo              |
| 20 de febrero | Buenos Aires | Boca Juniors           | 2:0       | Independiente Medellín |
| 26 de febrero | Santiago     | Colo-Colo              | 1:2       | Boca Juniors           |
| 27 de febrero | Medellín     | Independiente Medellín | 1:0       | Barcelona              |
| 5 de marzo | Buenos Aires | Boca Juniors           | 2:1       | Barcelona              |
| 6 de marzo | Santiago     | Colo-Colo              | 2:1       | Independiente Medellín |
| 13 de marzo | Santiago     | Colo-Colo              | 1:1       | Barcelona              |
| 26 de marzo | Medellín     | Independiente Medellín | 1:0       | Boca Juniors           |
| 3 de abril | Buenos Aires | Boca Juniors           | 2:2       | Colo-Colo              |
| 3 de abril | Guayaquil    | Barcelona              | 2:4       | Independiente Medellín |
| 10 de abril | Guayaquil    | Barcelona              | 2:2       | Boca Juniors           |
| 10 de abril | Medellín     | Independiente Medellín | 2:0       | Colo-Colo              |

### Grupo 8
| Equipo        | Pts. | PJ | PG | PE | PP | GF | GC | DG |
| ------------- | ---- | -- | -- | -- | -- | -- | -- | -- |
| Corinthians   | 15   | 6  | 5  | 0  | 1  | 15 | 6  | 9  |
| Cruz Azul     | 9    | 6  | 3  | 0  | 3  | 12 | 11 | 1  |
| Fénix         | 6    | 6  | 2  | 0  | 4  | 10 | 14 | –4 |
| The Strongest | 6    | 6  | 2  | 0  | 4  | 6  | 12 | –6 |

| \| Fecha \| Lugar \| Local \| Resultado \| Visitante \| \| ------------- \| ---------------- \| ------------- \| --------- \| ------------- \| \| 5 de febrero \| São Paulo \| Corinthians \| 1:0 \| Cruz Azul \| \| 18 de febrero \| Ciudad de México \| Cruz Azul \| 3:2 \| The Strongest \| \| 19 de febrero \| Montevideo \| Fénix \| 1:2 \| Corinthians \| \| 27 de febrero \| La Paz \| The Strongest \| 1:0 \| Fénix \| \| 5 de marzo \| Montevideo \| Fénix \| 6:1 \| Cruz Azul \| \| 11 de marzo \| São Paulo \| Corinthians \| 4:1 \| The Strongest \| \| 20 de marzo \| Montevideo \| Fénix \| 2:0 \| The Strongest \| \| 26 de marzo \| Ciudad de México \| Cruz Azul \| 3:0 \| Corinthians \| \| 2 de abril \| São Paulo \| Corinthians \| 6:1 \| Fénix \| \| 3 de abril \| La Paz \| The Strongest \| 2:1 \| Cruz Azul \| \| 8 de abril \| Ciudad de México \| Cruz Azul \| 4:0 \| Fénix \| \| 9 de abril \| La Paz \| The Strongest \| 0:2 \| Corinthians \| |                  |               |           |               |
| Fecha | Lugar            | Local         | Resultado | Visitante     |
| 5 de febrero | São Paulo        | Corinthians   | 1:0       | Cruz Azul     |
| 18 de febrero | Ciudad de México | Cruz Azul     | 3:2       | The Strongest |
| 19 de febrero | Montevideo       | Fénix         | 1:2       | Corinthians   |
| 27 de febrero | La Paz           | The Strongest | 1:0       | Fénix         |
| 5 de marzo | Montevideo       | Fénix         | 6:1       | Cruz Azul     |
| 11 de marzo | São Paulo        | Corinthians   | 4:1       | The Strongest |
| 20 de marzo | Montevideo       | Fénix         | 2:0       | The Strongest |
| 26 de marzo | Ciudad de México | Cruz Azul     | 3:0       | Corinthians   |
| 2 de abril | São Paulo        | Corinthians   | 6:1       | Fénix         |
| 3 de abril | La Paz           | The Strongest | 2:1       | Cruz Azul     |
| 8 de abril | Ciudad de México | Cruz Azul     | 4:0       | Fénix         |
| 9 de abril | La Paz           | The Strongest | 0:2       | Corinthians   |

## Fases finales

### Cuadro de desarrollo
|  | Octavos de final          | Octavos de final            | Octavos de final          | Octavos de final          | Octavos de final          |   |                        | Cuartos de final       | Cuartos de final | Cuartos de final | Cuartos de final | Cuartos de final |  |                        | Semifinales            | Semifinales      | Semifinales      | Semifinales      | Semifinales      |  |        | Final                    | Final                    | Final                    | Final                    | Final                    |  |
|  | 22 de abril al 15 de mayo | 22 de abril al 15 de mayo   | 22 de abril al 15 de mayo | 22 de abril al 15 de mayo | 22 de abril al 15 de mayo |   |                        | 20 al 29 de mayo       | 20 al 29 de mayo | 20 al 29 de mayo | 20 al 29 de mayo | 20 al 29 de mayo |  |                        | 4 al 19 de junio       | 4 al 19 de junio | 4 al 19 de junio | 4 al 19 de junio | 4 al 19 de junio |  |        | 25 de junio y 2 de julio | 25 de junio y 2 de julio | 25 de junio y 2 de julio | 25 de junio y 2 de julio | 25 de junio y 2 de julio |  |
|  |                           |                             |                           |                           |                           |   |                        |                        |                  |                  |                  |                  |  |                        |                        |                  |                  |                  |                  |  |        |                          |                          |                          |                          |                          |  |
|  |                           |                             |                           |                           |                           |   |                        |                        |                  |                  |                  |                  |  |                        |                        |                  |                  |                  |                  |  |        |                          |                          |                          |                          |                          |  |
|  | G7 1                      | Independiente Medellín (p.) | 1                         | 0                         | 1 (4)                     |   |                        |                        |                  |                  |                  |                  |  |                        |                        |                  |                  |                  |                  |  |        |                          |                          |                          |                          |                          |  |
|  | G7 1                      | Independiente Medellín (p.) | 1                         | 0                         | 1 (4)                     |   |                        |                        |                  |                  |                  |                  |  |                        |                        |                  |                  |                  |                  |  |        |                          |                          |                          |                          |                          |  |
|  | G2 2                      | Cerro Porteño               | 0                         | 1                         | 1 (2)                     |   |                        |                        |                  |                  |                  |                  |  |                        |                        |                  |                  |                  |                  |  |        |                          |                          |                          |                          |                          |  |
|  | G2 2                      | Cerro Porteño               | 0                         | 1                         | 1 (2)                     |   | Independiente Medellín | Independiente Medellín | 2                | 2                | 4                |                  |  |                        |                        |                  |                  |                  |                  |  |        |                          |                          |                          |                          |                          |  |
|  |                           |                             |                           |                           |                           |   | Independiente Medellín | Independiente Medellín | 2                | 2                | 4                |                  |  |                        |                        |                  |                  |                  |                  |  |        |                          |                          |                          |                          |                          |  |
|  |                           |                             | Grêmio                    | Grêmio                    | 2                         | 1 | 3                      |                        |                  |                  |                  |                  |  |                        |                        |                  |                  |                  |                  |  |        |                          |                          |                          |                          |                          |  |
|  | G5 1                      | Grêmio                      | Grêmio                    | Grêmio                    | 2                         | 1 | 3                      | 3                      | 3                | 6                |                  |                  |  |                        |                        |                  |                  |                  |                  |  |        |                          |                          |                          |                          |                          |  |
|  | G5 1                      | Grêmio                      |                           |                           |                           |   |                        |                        |                  | 6                |                  |                  |  |                        |                        |                  |                  |                  |                  |  |        |                          |                          |                          |                          |                          |  |
|  | G4 2                      | Olimpia                     | 2                         | 0                         | 2                         |   |                        |                        |                  |                  |                  |                  |  |                        |                        |                  |                  |                  |                  |  |        |                          |                          |                          |                          |                          |  |
|  | G4 2                      | Olimpia                     | 2                         | 0                         | 2                         |   |                        |                        |                  |                  |                  |                  |  | Independiente Medellín | Independiente Medellín | 0                | 2                | 2                |                  |  |        |                          |                          |                          |                          |                          |  |
|  |                           |                             |                           |                           |                           |   |                        |                        |                  |                  |                  |                  |  | Independiente Medellín | Independiente Medellín | 0                | 2                | 2                |                  |  |        |                          |                          |                          |                          |                          |  |
|  |                           |                             | Santos                    | Santos                    | 1                         | 3 | 4                      |                        |                  |                  |                  |                  |  |                        |                        |                  |                  |                  |                  |  |        |                          |                          |                          |                          |                          |  |
|  | G3 1                      | Santos (p.)                 | Santos                    | Santos                    | 1                         | 3 | 4                      | 4                      | 2                | 6 (3)            |                  |                  |  |                        |                        |                  |                  |                  |                  |  |        |                          |                          |                          |                          |                          |  |
|  | G3 1                      | Santos (p.)                 |                           |                           |                           |   |                        |                        |                  | 6 (3)            |                  |                  |  |                        |                        |                  |                  |                  |                  |  |        |                          |                          |                          |                          |                          |  |
|  | G6 2                      | Nacional                    | 4                         | 2                         | 6 (1)                     |   |                        |                        |                  |                  |                  |                  |  |                        |                        |                  |                  |                  |                  |  |        |                          |                          |                          |                          |                          |  |
|  | G6 2                      | Nacional                    | 4                         | 2                         | 6 (1)                     |   | Santos                 | Santos                 | 2                | 1                | 3                |                  |  |                        |                        |                  |                  |                  |                  |  |        |                          |                          |                          |                          |                          |  |
|  |                           |                             |                           |                           |                           |   | Santos                 | Santos                 | 2                | 1                | 3                |                  |  |                        |                        |                  |                  |                  |                  |  |        |                          |                          |                          |                          |                          |  |
|  |                           |                             | Cruz Azul                 | Cruz Azul                 | 2                         | 0 | 2                      |                        |                  |                  |                  |                  |  |                        |                        |                  |                  |                  |                  |  |        |                          |                          |                          |                          |                          |  |
|  | G1 1                      | Deportivo Cali              | Cruz Azul                 | Cruz Azul                 | 2                         | 0 | 2                      | 0                      | 0                | 0 (2)            |                  |                  |  |                        |                        |                  |                  |                  |                  |  |        |                          |                          |                          |                          |                          |  |
|  | G1 1                      | Deportivo Cali              |                           |                           |                           |   |                        |                        |                  | 0 (2)            |                  |                  |  |                        |                        |                  |                  |                  |                  |  |        |                          |                          |                          |                          |                          |  |
|  | G8 2                      | Cruz Azul (p.)              | 0                         | 0                         | 0 (3)                     |   |                        |                        |                  |                  |                  |                  |  |                        |                        |                  |                  |                  |                  |  |        |                          |                          |                          |                          |                          |  |
|  | G8 2                      | Cruz Azul (p.)              | 0                         | 0                         | 0 (3)                     |   |                        |                        |                  |                  |                  |                  |  |                        |                        |                  |                  |                  |                  |  | Santos | Santos                   | 0                        | 1                        | 1                        |                          |  |
|  |                           |                             |                           |                           |                           |   |                        |                        |                  |                  |                  |                  |  |                        |                        |                  |                  |                  |                  |  | Santos | Santos                   | 0                        | 1                        | 1                        |                          |  |
|  |                           |                             | Boca Juniors              | Boca Juniors              | 2                         | 3 | 5                      |                        |                  |                  |                  |                  |  |                        |                        |                  |                  |                  |                  |  |        |                          |                          |                          |                          |                          |  |
|  | G6 1                      | Racing Club                 | Boca Juniors              | Boca Juniors              | 2                         | 3 | 5                      | 1                      | 0                | 1 (5)            |                  |                  |  |                        |                        |                  |                  |                  |                  |  |        |                          |                          |                          |                          |                          |  |
|  | G6 1                      | Racing Club                 |                           |                           |                           |   |                        |                        |                  | 1 (5)            |                  |                  |  |                        |                        |                  |                  |                  |                  |  |        |                          |                          |                          |                          |                          |  |
|  | G3 2                      | América de Cali (p.)        | 1                         | 0                         | 1 (6)                     |   |                        |                        |                  |                  |                  |                  |  |                        |                        |                  |                  |                  |                  |  |        |                          |                          |                          |                          |                          |  |
|  | G3 2                      | América de Cali (p.)        | 1                         | 0                         | 1 (6)                     |   | América de Cali        | América de Cali        | 1                | 4                | 5                |                  |  |                        |                        |                  |                  |                  |                  |  |        |                          |                          |                          |                          |                          |  |
|  |                           |                             |                           |                           |                           |   | América de Cali        | América de Cali        | 1                | 4                | 5                |                  |  |                        |                        |                  |                  |                  |                  |  |        |                          |                          |                          |                          |                          |  |
|  |                           |                             | River Plate               | River Plate               | 2                         | 1 | 3                      |                        |                  |                  |                  |                  |  |                        |                        |                  |                  |                  |                  |  |        |                          |                          |                          |                          |                          |  |
|  | G8 1                      | Corinthians                 | River Plate               | River Plate               | 2                         | 1 | 3                      | 1                      | 1                | 2                |                  |                  |  |                        |                        |                  |                  |                  |                  |  |        |                          |                          |                          |                          |                          |  |
|  | G8 1                      | Corinthians                 |                           |                           |                           |   |                        |                        |                  | 2                |                  |                  |  |                        |                        |                  |                  |                  |                  |  |        |                          |                          |                          |                          |                          |  |
|  | G1 2                      | River Plate                 | 2                         | 2                         | 4                         |   |                        |                        |                  |                  |                  |                  |  |                        |                        |                  |                  |                  |                  |  |        |                          |                          |                          |                          |                          |  |
|  | G1 2                      | River Plate                 | 2                         | 2                         | 4                         |   |                        |                        |                  |                  |                  |                  |  | América de Cali        | América de Cali        | 0                | 0                | 0                |                  |  |        |                          |                          |                          |                          |                          |  |
|  |                           |                             |                           |                           |                           |   |                        |                        |                  |                  |                  |                  |  | América de Cali        | América de Cali        | 0                | 0                | 0                |                  |  |        |                          |                          |                          |                          |                          |  |
|  |                           |                             | Boca Juniors              | Boca Juniors              | 2                         | 4 | 6                      |                        |                  |                  |                  |                  |  |                        |                        |                  |                  |                  |                  |  |        |                          |                          |                          |                          |                          |  |
|  | G2 1                      | Paysandu                    | Boca Juniors              | Boca Juniors              | 2                         | 4 | 6                      | 1                      | 2                | 3                |                  |                  |  |                        |                        |                  |                  |                  |                  |  |        |                          |                          |                          |                          |                          |  |
|  | G2 1                      | Paysandu                    |                           |                           |                           |   |                        |                        |                  | 3                |                  |                  |  |                        |                        |                  |                  |                  |                  |  |        |                          |                          |                          |                          |                          |  |
|  | G7 2                      | Boca Juniors                | 0                         | 4                         | 4                         |   |                        |                        |                  |                  |                  |                  |  |                        |                        |                  |                  |                  |                  |  |        |                          |                          |                          |                          |                          |  |
|  | G7 2                      | Boca Juniors                | 0                         | 4                         | 4                         |   | Boca Juniors           | Boca Juniors           | 2                | 2                | 4                |                  |  |                        |                        |                  |                  |                  |                  |  |        |                          |                          |                          |                          |                          |  |
|  |                           |                             |                           |                           |                           |   | Boca Juniors           | Boca Juniors           | 2                | 2                | 4                |                  |  |                        |                        |                  |                  |                  |                  |  |        |                          |                          |                          |                          |                          |  |
|  |                           |                             | Cobreloa                  | Cobreloa                  | 1                         | 1 | 2                      |                        |                  |                  |                  |                  |  |                        |                        |                  |                  |                  |                  |  |        |                          |                          |                          |                          |                          |  |
|  | G4 1                      | Cobreloa                    | Cobreloa                  | Cobreloa                  | 1                         | 1 | 2                      | 1                      | 0                | 1                |                  |                  |  |                        |                        |                  |                  |                  |                  |  |        |                          |                          |                          |                          |                          |  |
|  | G4 1                      | Cobreloa                    |                           |                           |                           |   |                        |                        |                  | 1                |                  |                  |  |                        |                        |                  |                  |                  |                  |  |        |                          |                          |                          |                          |                          |  |
|  | G5 2                      | Pumas UNAM                  | 0                         | 0                         | 0                         |   |                        |                        |                  |                  |                  |                  |  |                        |                        |                  |                  |                  |                  |  |        |                          |                          |                          |                          |                          |  |
|  | G5 2                      | Pumas UNAM                  | 0                         | 0                         | 0                         |   |                        |                        |                  |                  |                  |                  |  |                        |                        |                  |                  |                  |                  |  |        |                          |                          |                          |                          |                          |  |
|  |                           |                             |                           |                           |                           |   |                        |                        |                  |                  |                  |                  |  |                        |                        |                  |                  |                  |                  |  |        |                          |                          |                          |                          |                          |  |

- Nota: En cada llave, el equipo que ocupa la primera línea es el que definió la serie como local.
- Nota 2: En las llaves de octavos de final, a cada equipo se le indica "Gx p", donde p es la posición final que ocupó en el grupo x de la fase de grupos.

### Octavos de final
| 23 de abril de 2003 | Cerro Porteño | 0:1 (0:1) | Independiente Medellín | Estadio General Pablo Rojas, Asunción |                            |
|                     |               | Reporte   | Montoya 45'            | Árbitro(s): Daniel Giménez            | Árbitro(s): Daniel Giménez |

| 6 de mayo de 2003 | Independiente Medellín                    | 0:1 (0:0) (4:2 p.)         | Cerro Porteño                   | Estadio Atanasio Girardot, Medellín |                            |
|                   |                                           | Reporte                    | Núñez 51'                       | Árbitro(s): Márcio Rezende          | Árbitro(s): Márcio Rezende |
|                   |                                           | Tiros desde el punto penal |                                 |                                     |                            |
|                   | Molina · Serna · Baloy · Calle · Restrepo |                            | Fretes · Barreto · Inca · Núñez |                                     |                            |

| 22 de abril de 2003 | Olimpia                   | 2:3 (2:1) | Grêmio                                          | Estadio Defensores del Chaco, Asunción |                        |
|                     | López 27' · Caballero 34' | Reporte   | Claudiomiro 20' · Gilberto 62' · Luís Mário 65' | Árbitro(s): Óscar Ruiz                 | Árbitro(s): Óscar Ruiz |

| 8 de mayo de 2003 | Grêmio                         | 3:0 (2:0) | Olimpia | Estadio Olímpico Monumental, Porto Alegre |                              |
|                   | Fabri 16' · Christian 21', 49' | Reporte   |         | Árbitro(s): Horacio Elizondo              | Árbitro(s): Horacio Elizondo |

| 23 de abril de 2003 | Nacional                                            | 4:4 (0:2) | Santos                                           | Estadio Centenario, Montevideo |                              |
|                     | Álvez 56' · Peralta 71' · Scotti 81' · Angbwa 90+5' | Reporte   | Alex 6' · Oliveira 44', 84' (pen.) · Robinho 65' | Árbitro(s): Horacio Elizondo   | Árbitro(s): Horacio Elizondo |

| 7 de mayo de 2003 | Santos                          | 2:2 (1:2) (3:1 p.)         | Nacional                          | Estadio Urbano Caldeira, São Paulo |                             |
|                   | Oliveira 8' · Eguren 64' (a.g.) | Reporte                    | Eguren 38' · O'Neill 41'          | Árbitro(s): Héctor Baldassi        | Árbitro(s): Héctor Baldassi |
|                   |                                 | Tiros desde el punto penal |                                   |                                    |                             |
|                   | Oliveira · Elano · Renato       |                            | Peralta · Morales · Munúa · Núñez |                                    |                             |

| 6 de mayo de 2003 | Cruz Azul | 0:0     | Deportivo Cali | Estadio Azul, Ciudad de México |                               |
|                   |           | Reporte |                | Árbitro(s): Epifanio González  | Árbitro(s): Epifanio González |

| 13 de mayo de 2003 | Deportivo Cali                                     | 0:0 (2:3 p.)               | Cruz Azul                                 | Estadio Pascual Guerrero, Cali |                              |
|                    |                                                    | Reporte                    |                                           | Árbitro(s): Gilberto Hidalgo   | Árbitro(s): Gilberto Hidalgo |
|                    |                                                    | Tiros desde el punto penal |                                           |                                |                              |
|                    | G. Hernández · García · Patiño · Murillo · Alvaréz |                            | Palencia · Chitiva · Cacho · A. Hernández |                                |                              |

| 29 de abril de 2003 | América de Cali | 1:1 (1:0) | Racing Club | Estadio Pascual Guerrero, Cali |                            |
|                     | Banguero 42'    | Reporte   | Milito 68'  | Árbitro(s): Carlos Chandía     | Árbitro(s): Carlos Chandía |

| 13 de mayo de 2003 | Racing Club                                                | 0:0 (5:6 p.)               | América de Cali                                                | Estadio Presidente Perón, Avellaneda |                               |
|                    |                                                            | Reporte                    |                                                                | Árbitro(s): Epifanio González        | Árbitro(s): Epifanio González |
|                    |                                                            | Tiros desde el punto penal |                                                                |                                      |                               |
|                    | Bedoya · Peralta · Rivarola · Amarilla · Mirosevic · Rueda |                            | Castillo · Londoño · Tierradentro · Asprilla · Vargas · Zapata |                                      |                               |

| 1 de mayo de 2003 | River Plate                      | 2:1 (0:0) | Corinthians | Estadio Monumental, Buenos Aires |                              |
|                   | D'Alessandro 85' · Cavenaghi 89' | Reporte   | Wágner 69'  | Árbitro(s): Gilberto Hidalgo     | Árbitro(s): Gilberto Hidalgo |

| 14 de mayo de 2003 | Corinthians | 1:2 (1:1) | River Plate                         | Estadio Morumbi, São Paulo |                        |
|                    | Liédson 9'  | Reporte   | Demichelis 22' · Fuertes 75' (pen.) | Árbitro(s): Óscar Ruiz     | Árbitro(s): Óscar Ruiz |

| 24 de abril de 2003 | Boca Juniors | 0:1 (0:0) | Paysandu   | Estadio La Bombonera, Buenos Aires |                             |
|                     |              | Reporte   | Iarley 67' | Árbitro(s): Carlos Amarilla        | Árbitro(s): Carlos Amarilla |

| 15 de mayo de 2003 | Paysandu                          | 2:4 (0:1) | Boca Juniors                                               | Estadio Mangueirão, Belém   |                             |
|                    | Lecheva 52' · Burdisso 85' (a.g.) | Reporte   | Barros Schelotto 14', 67' (pen.), 70' (pen.) · Delgado 57' | Árbitro(s): Jorge Larrionda | Árbitro(s): Jorge Larrionda |

| 24 de abril de 2003 | Pumas UNAM | 0:1 (0:0) | Cobreloa | Estadio Olímpico Universitario, Ciudad de México |                             |
|                     |            | Reporte   | Díaz 49' | Árbitro(s): Wilson de Souza                      | Árbitro(s): Wilson de Souza |

| 8 de mayo de 2003 | Cobreloa | 0:0     | Pumas UNAM | Estadio Municipal, Calama  |                            |
|                   |          | Reporte |            | Árbitro(s): Gustavo Méndez | Árbitro(s): Gustavo Méndez |

### Cuartos de final
| 22 de mayo de 2003 | Grêmio                   | 2:2 (2:2) | Independiente Medellín  | Estadio Olímpico, Porto Alegre |                           |
|                    | Gilberto 15' · Fabri 39' | Reporte   | Molina 2' · Montoya 17' | Árbitro(s): Ubaldo Aquino      | Árbitro(s): Ubaldo Aquino |

| 29 de mayo de 2003 | Independiente Medellín  | 2:1 (1:1) | Grêmio            | Estadio Atanasio Girardot, Medellín |                             |
|                    | Serna 27' · Vásquez 90' | Reporte   | Ânderson Lima 30' | Árbitro(s): Jorge Larrionda         | Árbitro(s): Jorge Larrionda |

| 21 de mayo de 2003 | Cruz Azul         | 2:2 (1:1) | Santos                 | Estadio Azteca, Ciudad de México |                        |
|                    | Palencia 17', 50' | Reporte   | Renato 21' · Diego 75' | Árbitro(s): Óscar Ruiz           | Árbitro(s): Óscar Ruiz |

| 28 de mayo de 2003 | Santos      | 1:0 (1:0) | Cruz Azul | Estadio Urbano Caldeira, Santos |                               |
|                    | Robinho 13' | Reporte   |           | Árbitro(s): Epifanio González   | Árbitro(s): Epifanio González |

| 20 de mayo de 2003 | River Plate                  | 2:1 (1:0) | América de Cali | Estadio Monumental, Buenos Aires    |                                     |
|                    | D'Alessandro 17' · Lequi 90' | Reporte   | Vásquez 57'     | Árbitro(s): Paulo Cesar de Oliveira | Árbitro(s): Paulo Cesar de Oliveira |

| 27 de mayo de 2003 | América de Cali                              | 4:1 (3:0) | River Plate | Estadio Pascual Guerrero, Cali |                            |
|                    | Vásquez 29', 35' · Castillo 42' · Moreno 90' | Reporte   | Ludueña 68' | Árbitro(s): Gustavo Méndez     | Árbitro(s): Gustavo Méndez |

| 21 de mayo de 2003 | Cobreloa    | 1:2 (1:1) | Boca Juniors              | Estadio Municipal, Calama  |                            |
|                    | Fuentes 10' | Reporte   | Barros Schelotto 15', 76' | Árbitro(s): Márcio Rezende | Árbitro(s): Márcio Rezende |

| 28 de mayo de 2003 | Boca Juniors          | 2:1 (2:1) | Cobreloa  | Estadio La Bombonera, Buenos Aires |                          |
|                    | Donnet 7' · Tévez 14' | Reporte   | Galaz 26' | Árbitro(s): Carlos Simon           | Árbitro(s): Carlos Simon |

### Semifinales
| 4 de junio de 2003 | Santos   | 1:0 (0:0) | Independiente Medellín | Estadio Urbano Caldeira, Santos |                             |
|                    | Nenê 80' | Reporte   |                        | Árbitro(s): Carlos Amarilla     | Árbitro(s): Carlos Amarilla |

| 18 de junio de 2003 | Independiente Medellín  | 2:3 (1:1) | Santos                           | Estadio Atanasio Girardot, Medellín                          |                                                              |
|                     | Moreno 13' · Molina 79' |           | Alex 37' · Fabiano 63' · Léo 87' | Asistencia: 53 225 espectadores Árbitro(s): Gilberto Hidalgo | Asistencia: 53 225 espectadores Árbitro(s): Gilberto Hidalgo |

| 11 de junio de 2003 | Boca Juniors            | 2:0 (1:0) | América de Cali | Estadio La Bombonera, Buenos Aires |                               |
|                     | Schiavi 41' · Tévez 89' | Reporte   |                 | Árbitro(s): Epifanio González      | Árbitro(s): Epifanio González |

| 19 de junio de 2003 | América de Cali | 0:4 (0:3) | Boca Juniors                                            | Estadio Pascual Guerrero, Cali |                            |
|                     |                 | Reporte   | Tévez 13' 22' · Schiavi 40' (pen.) · Delgado 76' (pen.) | Árbitro(s): Carlos Chandía     | Árbitro(s): Carlos Chandía |

### Final
| Ida; 25 de junio de 2003, 21:45 (UTC-3) | Boca Juniors     | 2:0 (1:0) | Santos | Estadio La Bombonera, Buenos Aires                     |                                                        |
|                                         | Delgado 32', 83' | Reporte   |        | Asistencia: 57 000 espectadores Árbitro(s): Óscar Ruiz | Asistencia: 57 000 espectadores Árbitro(s): Óscar Ruiz |

| Vuelta; 2 de julio de 2003, 21:40 (UTC-3) | Santos   | 1:3 (0:1) | Boca Juniors                                   | Estadio Morumbi, São Paulo                                  |                                                             |
|                                           | Alex 75' | Reporte   | Tévez 21' · Delgado 84' · Schiavi 90+4' (pen.) | Asistencia: 73 103 espectadores Árbitro(s): Jorge Larrionda | Asistencia: 73 103 espectadores Árbitro(s): Jorge Larrionda |

|                                 |
| Bandera de Argentina            |
| Campeón Boca Juniors 5.º título |

## Estadísticas

### Goleadores
| Jugador                    | Club            | Goles |
| -------------------------- | --------------- | ----- |
| Marcelo Delgado            | Boca Juniors    | 9     |
| Ricardo Oliveira           | Santos          | 9     |
| Julián Vásquez             | América de Cali | 8     |
| Guillermo Barros Schelotto | Boca Juniors    | 6     |
| Liédson                    | Corinthians     | 6     |
| Hernán Rodrigo López       | Olimpia         | 6     |
| Róbson                     | Paysandu        | 6     |
| Luis Rueda                 | Racing Club     | 5     |
| Carlos Tévez               | Boca Juniors    | 5     |